# Pietro Virga
Pietro Virga (Palermo, 8 febbraio 1920 – Palermo, 14 giugno 2004) è stato un giurista e costituzionalista italiano.

## Biografia
Era figlio di Giovan Battista Virga, Cavaliere del lavoro della Repubblica italiana. Dopo la laurea in giurisprudenza conseguita all'università di Palermo nel 1941, prende parte alla seconda guerra mondiale.
Quando Pietro Virga si affaccia agli studi di diritto pubblico, la Costituzione italiana è in piena gestazione. In tre anni di attività egli affronta alcune delle principali novità del nuovo assetto costituzionale dai diritti fondamentali (1947) al partito politico (1948), dalle crisi di governo (1948), alla revisione costituzionale (1948), dalle dichiarazioni costituzionali (1948), alla verifica dei poteri (1949), da conflitti di attribuzione (1949), alla regione (1949).
Agli inizi della carriera universitaria è assistente di Giovanni Salemi, autorevole amministrativista di precedente generazione: ma, appunto, studioso esclusivamente del diritto amministrativo, sostanzialmente indifferente alle tematiche costituzionalistiche che stanno a cuore al giovane allievo.
I primi lavori di Pietro Virga riguardano invece il diritto costituzionale: tra di essi si segnalano, in particolare, un lavoro  intitolato “Libertà giuridica e diritti fondamentali”, nel quale viene affermata la necessità (e la possibilità) di determinare un concetto tecnico-giuridico di libertà che, in quanto tale, deve (e può) essere del tutto autonomo rispetto alla nozione di libertà della quale si occuperanno i filosofi, i sociologi, i politici: una facoltà di scelta “fra comportamenti giuridicamente possibili”. 
Straordinario, per l'epoca in cui apparve, è il libro intitolato “Il partito politico” (1948). L'approccio analitico adottato (partito come associazione, partito come organo dello Stato, partito come istituzione), consente all'autore di abbracciare non soltanto gli aspetti giuridici, ma anche quelli politici e sociali del tema. 
Va segnalato anche un libro sulla Regione Siciliana (1949), il quale contiene una sistemazione della potestà legislativa regionale che i contributi successivi, anche importanti (da Paladin ad Amato a Bassanini) hanno arricchito, ma non hanno sostanzialmente modificato. 
Solo di qualche anno successivo (1954) è il volume sulla potestà di polizia. Primo contributo scientifico sul tema a distanza di mezzo secolo dal ponderoso (e poderoso) scritto di Ranelletti, il saggio si segnala per la applicazione alla potestà di polizia delle categorie generali della potestà amministrativa. 
L'interessantissima produzione costituzionalistica tra la fine degli anni quaranta e i primi anni cinquanta culmina nel manuale di diritto costituzionale. Esposizione chiara e sistematica della materia, costituirà la base per la preparazione di generazioni di studenti sino alla edizione del 1979 (la nona), disponibile in formato e-book, liberamente prelevabile dal sito della rivista LexItalia.it.
Libero docente di diritto costituzionale nel 1949, professore straordinario di diritto costituzionale nel 1950, prima all'università di Urbino e poi a Catania, Pietro Virga verrà chiamato all'Università di Palermo, dove dopo qualche anno, passerà alla cattedra di diritto amministrativo. Nei primi anni '50 fu consigliere comunale e assessore ai lavori pubblici a Palermo.
Tra i suoi assistenti Salvatore Raimondi, Guido Corso e Sergio Mattarella. 
In coincidenza col nuovo impegno didattico, si registra uno spostamento dell'interesse verso temi di diritto amministrativo in particolare con la riforma della Giustizia amministrativa che porta nel 1971 alla nascita dei TAR. Insegnerà all'ateneo palermitano fino al 1992.
Gli è stato conferito il titolo di professore emerito dell'Università degli Studi di Palermo.

## Opere
- “La tutela giurisdizionale nei confronti della pubblica amministrazione”, Milano, 1966
- “Il provvedimento amministrativo”, Milano, 1968
- “Il pubblico impiego”, (Milano, 1973)
- Diritto costituzionale, 8ª ed. Milano, 1975
- I tribunali amministrativi regionali, Milano, 1972
- Il provvedimento amministrativo,  1972
- Diritto amministrativo, 4 volumi, Milano, 1983, nuova ed. 1996-1999
  - “I principi”
  - “Atti e ricorsi”
  - “Le autonomie locali”
  - “Le prestazioni amministrative”
- Il pubblico impiego dopo la privatizzazione, 1993
- L'amministrazione locale in Sicilia, 1998